# Пасколи (Белуно)
Пасколи (итал. Pascoli) је насеље у Италији у округу Белуно, региону Венето.
Према процени из 2011. у насељу је живело 67 становника. Насеље се налази на надморској висини од 513 м.